# Associated Food Stores
Associated Food Stores es una cooperativa de minoristas estadounidense que abastece y provee servicios a casi 450 supermercados minoristas de propiedad independiente en Utah, Arizona, Idaho, Colorado, Montana, Oregón, Nevada y Wyoming.

## Descripción
La sede de Associated Foods se encuentra en 1850 W 2100 South en Salt Lake City, Utah, Estados Unidos. El presidente y director ejecutivo de la empresa es David Rice. Reemplazó a Bob Obray luego del fallecimiento de Bob en agosto de 2022. Reportó más de US$ 1.6 mil millones (equivalente a $ 2.351 mil millones en 2023 ) en ventas durante el año fiscal 2007 y actualmente es el quincuagésimo sexto minorista de comestibles más grande del país por volumen  con un 23% de sus ventas totales provenientes de sus tiendas corporativas.

## Historia
Associated Food Stores surgió en 1940 de la iniciativa de Donald P. Lloyd, director ejecutivo de la Utah Retail Grocers Association, en colaboración con 34 comerciantes minoristas de Utah. Inquieto ante el impacto que las grandes cadenas corporativas ejercerían sobre los comerciantes locales independientes, consideraba que la única alternativa viable para que estos negocios subsistieran era unirse y hacer frente a la competencia de manera unificada, potenciando de este modo su capacidad de compra colectiva. Convenció a 34 tiendas a donar $300 (equivalente a $ 6524 en 2023 ) para ayudar a construir un almacén independiente y "asociado". 
Esta iniciativa fue impulsada por el deseo de competir con las grandes cadenas de tiendas y las prácticas discriminatorias de los mayoristas existentes en aquellos tiempos.
Ante una importante resistencia y boicots por parte de mayoristas y fabricantes establecidos, AFS, bajo la dirección inicial de Donald Parkinson Lloyd, se centró en asegurar la mercancía y fomentar la lealtad de sus miembros. A pesar del escaso inventario inicial, la cooperativa creció, demostrando el poder de la compra en cantidad, la publicidad grupal y la comercialización planificada. En 1941, AFS contaba con cuarenta y un miembros y logró unas ventas de 168.160,39 dólares (un valor de 3.633.991,79 dólares en 2025). La compañía expandió su alcance más allá de Utah a finales de 1941.
La era posterior a la Segunda Guerra Mundial vio un crecimiento de modo significativo en el número de miembros y una expansión hacia Idaho y Montana. AFS se enfocó en el manejo de marcas conocidas y de rápida rotación. En 1950, el número de miembros llegó a 264 y las ventas superaron los 9 millones de dólares. La empresa puso énfasis en la eficiencia y en los márgenes bajos, y en 1950 alcanzó un margen neto del 2,2 por ciento por encima del costo mayorista. AFS también afrontó y logró superar con éxito un conflicto fiscal con el gobierno federal a comienzos de la década de 1950.

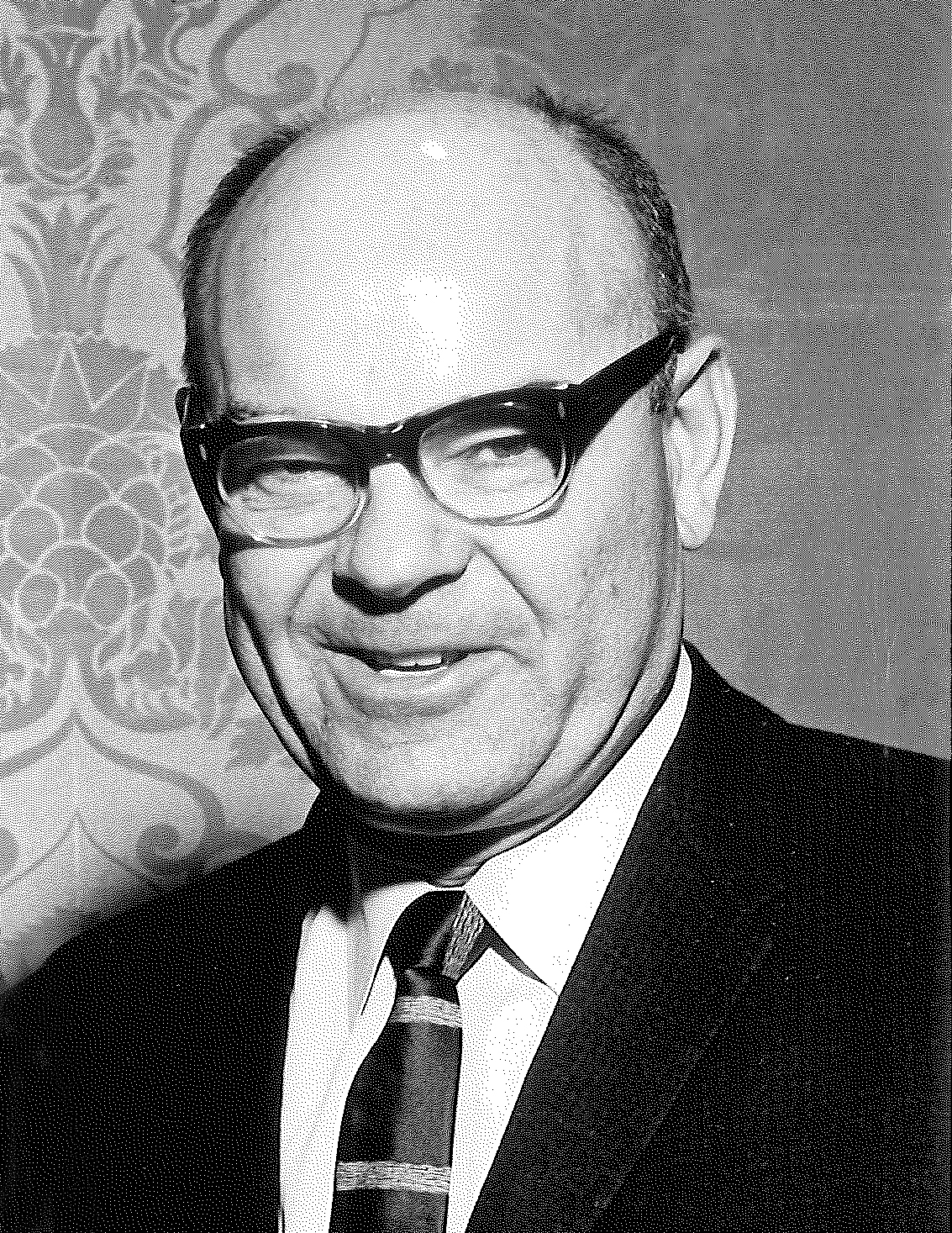

Bajo la consigna “Think Retail”, AFS inició la creación de nuevos departamentos y servicios para respaldar a sus socios, como los dedicados a productos agrícolas y alimentos congelados. La organización además amplió sus campañas de marketing, migrando desde los folletos hacia la radio y auspiciando iniciativas locales, tales como conciertos de orquesta y talleres deportivos. En 1965, AFS celebró su vigésimo quinto aniversario con un volumen de ventas de 85 millones de dólares, atendiendo a 559 miembros en una gran región intermontana. AFS lanzó su programa de marca privada, Western Family, en 1966, para proporcionar a sus miembros productos con calidad controlada.
La empresa navegó la dinámica cambiante del mercado, incluido el crecimiento de los supermercados más grandes, implementando la igualación de costos para servir de manera justa tanto a los miembros grandes como a los pequeños. Gill Warner asumió la presidencia en 1972. Una incursión en California (1966-1976) resultó infructuosa y finalmente fue retirada. AFS estableció con éxito una nueva división en Billings, Montana, en 1972. El departamento de publicidad continuó evolucionando y formó grupos como Thriftway y Bestway para atender diferentes formatos de tiendas.
En 1990, Associated Food Stores había crecido de modo significativo, con activos totales que superaban los 132 millones de dólares y ventas totales que alcanzaban casi los 680 millones de dólares. La empresa mantuvo su compromiso con sus valores fundamentales de cooperación, lealtad y servicio a sus miembros comerciantes independientes. El énfasis en un "sentimiento de familia" entre empleados y miembros siguió siendo un aspecto clave de la cultura de la empresa.
En 1999, Associated Food Stores compró la cadena de supermercados Macey's de Utah. En agosto de 2017, Macey's rompió con una tradición de 70 años al decidir abrir algunas de sus tiendas los domingos.
En 2009, Associated Food Stores compró 34 tiendas Albertsons en Utah a Supervalu Inc. Las tiendas pasaron a llamarse Associated Fresh Market (más comúnmente conocidas simplemente como "Fresh Market"). Sin embargo, en junio de 2017, solo 17 de los locales adquiridos originalmente seguían bajo la marca Fresh Market; el resto habían sido cerrados o vendidos.
En 2017, dos sucursales de Fresh Market en Murray y Holladay cambiaron su nombre a Macey's.
A partir de 2021, tres sucursales de Macey's cerraron: las de Logan (400 North), Clinton y Midvale/Sandy.
En 2022, un antiguo Fresh Market en American Fork se convirtió en un Macey's.

## Tiendas corporativas
Además de abastecer a supermercados independientes, Associated Food Stores también posee varias tiendas corporativas con cinco nombres diferentes y opera un total de 41 sucursales.
- Macey's es su marca más grande y tiene 23 sucursales en Wasatch Front, Tooele y el área de Logan.[11]
  - Ubicaciones:
    - Tenedor americano
    - Pañero
    - Montaña del Águila
    - Tierras altas
    - Día festivo
    - Lehi
    - Millcreek – Monte Olimpo
    - Murray
    - Ogden
    - Orem
    - Pleasant Grove
    - Providencia
    - Miembro del ira provisional
    - Salt Lake City – Parleys Way
    - Salt Lake City - Sugarhouse
    - Sandy - Pequeño álamo
    - Santaquín
    - Tenedor español
    - Parque Summit - Pinebrook
    - Taylorsville
    - Tooele
    - West Jordan
    - Ciudad del Valle Oeste – Granger

- Fresh Market se creó después de adquirir la mayoría de las sucursales de Albertsons en Utah. Actualmente hay 6 ubicaciones a lo largo de Wasatch Front y en Park City.[8]
  - Ubicaciones:
    - Parque de la ciudad
    - Ogden
    - Ogden del Sur
    - Layton
    - Millcreek (39.ª Sur)
    - Miembro del ira provisional

- Lin's tiene siete sucursales en Hurricane, Cedar City, Richfield, Price, dos en St. George y Overton, Nevada.[12]
- Dan's tiene 2 sucursales en el condado de Salt Lake.[13] Están ubicados en Cottonwood Heights y Salt Lake City .
- Dick's tiene 2 sucursales en el condado de Davis.[14] Están ubicados en Bountiful y Centerville .

## Otras tiendas

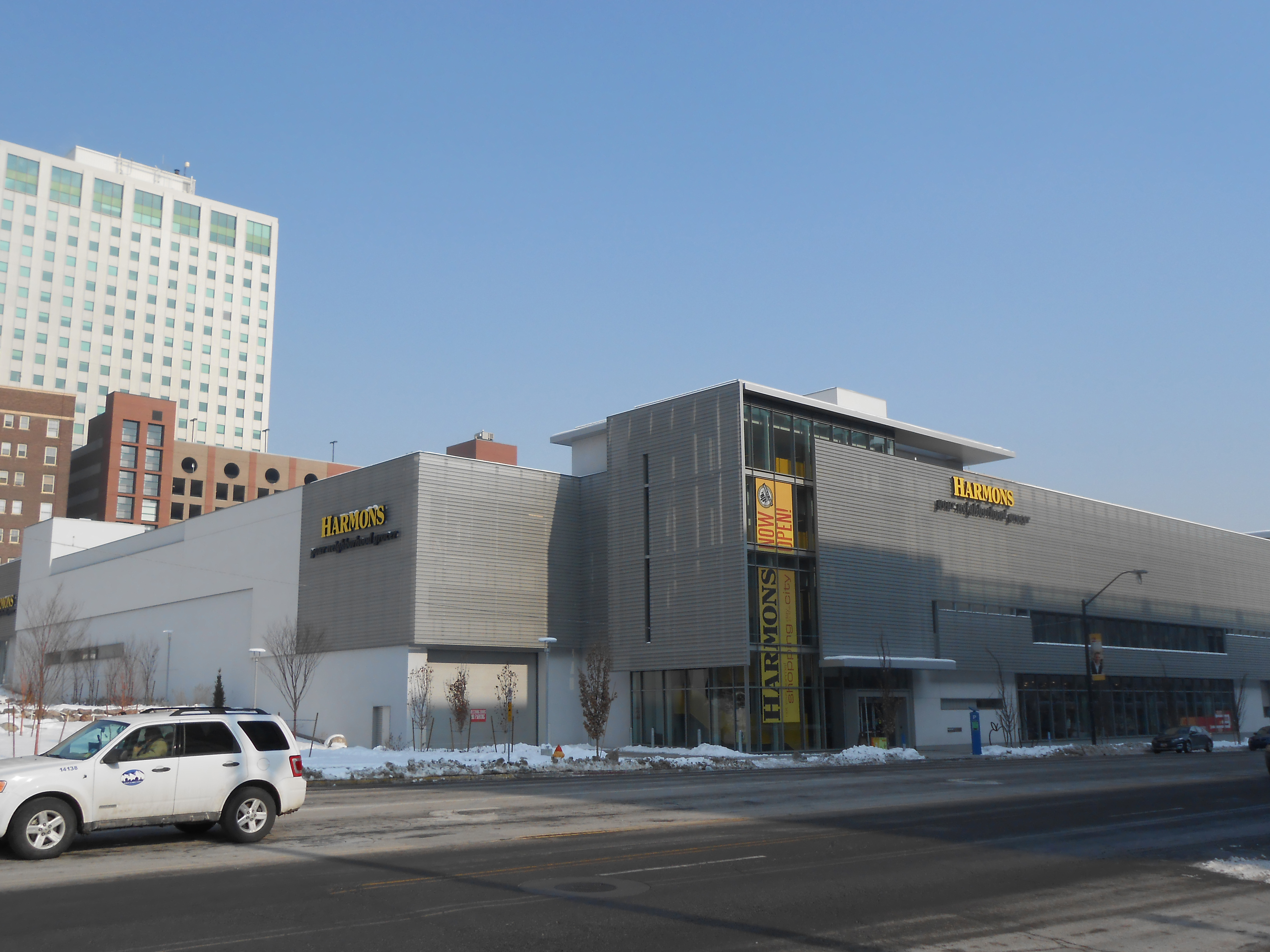
La tienda Harmons en el City Creek Center en Salt Lake City, Utah

Tiendas populares propiedad de Associated Food Stores y/o suministradas por ella:
 

## Western Family
Associated Food Stores fue un distribuidor principal de la popular marca de tienda Western Family, propiedad de Western Family Foods antes de ser reemplazada por Food Club y otras marcas de Topco. Esto también incluye las marcas Better Buy, Shurfine, Shursavings y Marketchoice.